# Cyclone Catégorie 7 : Tempête mondiale

Cyclone Catégorie 7 : Tempête mondiale ou Catégorie 7 : La fin du Monde au Québec (Category 7 : The End Of the World) est téléfilm américain réalisé par Dick Lowry. Cette production de 240 minutes, en deux parties, fut diffusée en 2005 sur la chaîne CBS.

## Synopsis
Le film démarre où Cyclone, catégorie 6 : Le Choc des tempêtes s'était arrêté : la super-tempête a détruit Chicago et s'étend maintenant à une échelle globale et prend de plus en plus de force et d'énergie. Au programme, la destruction de Paris, de l'Égypte, de New York etc. par des tornades.
Mais cette fois-ci, ce n'est plus une tempête de catégorie 6, mais de catégorie 7, car la super tempête croise un cyclone tropical de catégorie 5 sur son passage et s'unit avec lui juste au-dessus de Washington D.C. pendant qu'une bande de délinquants kidnappe un groupe d'adolescents. Les météorologues continuent de chercher la solution pour arrêter rapidement cette terrible tempête qui risque de faire des dégâts incroyables.

## Distribution
- Gina Gershon (VF : Danièle Douet) : Judith Carr, directrice de la FEMA
- Cameron Daddo (VF : Éric Legrand) : Ross Duffy, météorologue
- Shannen Doherty (VF : Anne Rondeleux) : Faith Clavell
- Sebastian Spence (VF : Thierry Wermuth) : Agent Gavin Carr
- Andrea Lui (VF : Annabelle Roux) : Melody Chang
- James Brolin (VF : Pierre Dourlens) : Donny Hall
- Randy Quaid (VF : François Siener) : Tommy Tornado Dixon
- Lindy Booth (VF : Dorothée Pousseo) : Brigid
- Robert Wagner (VF : Dominique Paturel) : Sénateur Ryan Carr
- James Nichol Kirk (VF : Pascal Grull) : Stuart Carr
- Rachel Skarsten (VF : Edwige Lemoine) : Lyra Duffy
- Suki Kaiser (VF : ?) : Gayle Duffy
- David Alpay (VF : Maël Davan-Soulas) : Billy Chamber
- Tom Skerritt (VF : Bernard Tiphaine) : Colonel Mike Davis
- Adam Rodríguez (VF : Didier Cherbuy) : Ritter,Pilote de l'Air Force
- Nicholas Lea : (VF : Guy Chapellier) : Monty Veers
- Kenneth Welsh (VF : ?) : Alan Horst, directeur de cabinet de la Maison-Blanche
- John Kapelos (VF : ?) : Jim Roberts, Secrétaire d'État à la sécurité intérieure
- Swoosie Kurtz (VF : Cathy Cerdà) : Penny Hall
- Michal Grajewski (VF : Geoffrey Vigier) : Dan
- Jim Codrington (VF : ?) : Capitaine Tergesson
- Jane McCarthy (VF : Juliette Degenne) : elle-même

## Commentaires
Cyclone Catégorie 7 : Tempête mondiale est la suite exacte du Choc des tempêtes, sorti grâce à la bonne cote d'écoute de ce dernier film. Les producteurs ont conclu que le premier film ne comportait pas assez d'effets spéciaux[réf. nécessaire], c'est pourquoi les graphistes ont ajouté des scènes de destruction impressionnantes, comme quand la Tour Eiffel est arrachée de son socle.